# Dieudonné M'bala M'bala

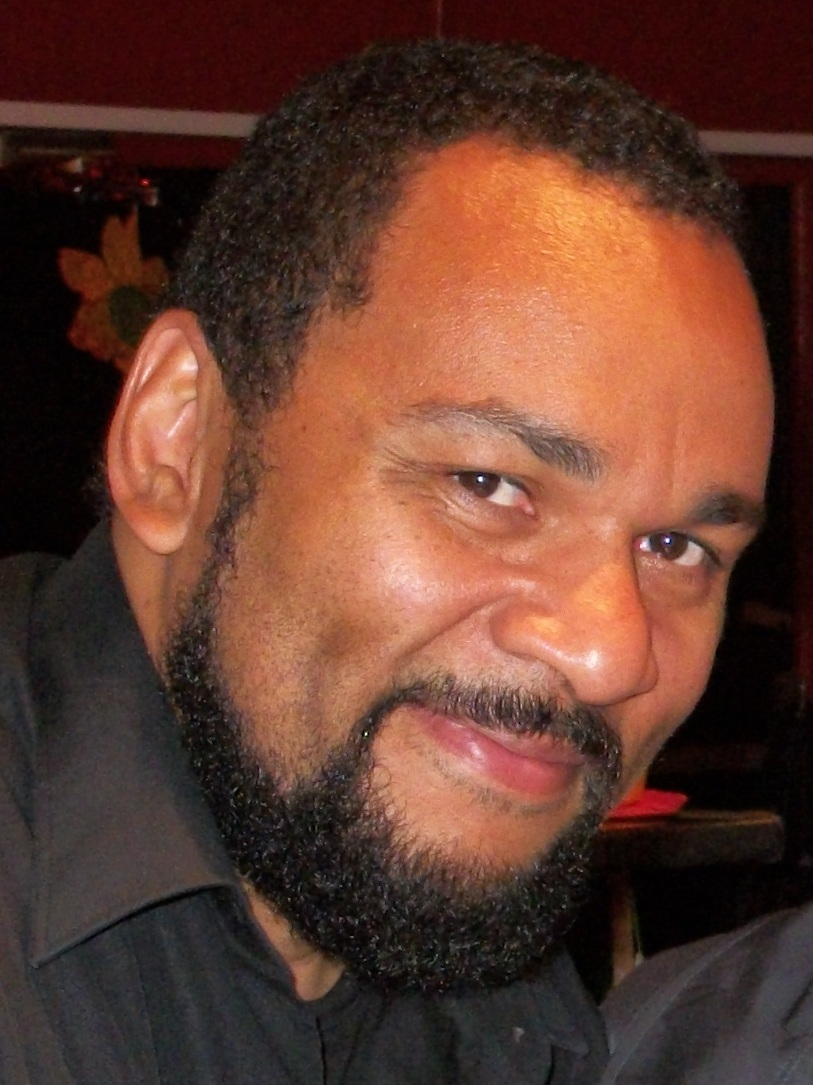
Dieudonné

Dieudonné M'bala M'bala, född 11 februari 1966 i Fontenay-aux-Roses i Hauts-de-Seine, är en fransk komiker, skådespelare och politisk aktivist, mer känd som enbart Dieudonné. Han har blivit hårt kritiserad för sina antisemitiska uttalanden och sin gest, quenelle, som anses nazistisk.

## Kontroverser
Dieudonné, som tidigare gjort sig känd som antirasist, ställde upp i Europaparlamentsvalet 2009 som företrädare för en antisionistisk lista. Dieudonnés lista fick 1,3% av rösterna. Den franske journalisten Patrick Cohen har föreslagit att Dieudonné är en "sjuk hjärna" och därför ska inte få bjudas in av etablerade medier, varpå Dieudonné svarade: "när jag hör Patrick Cohen tror jag att...gaskamrarna... synd”. Frankrikes inrikesminister Manuel Valls har sagt att han kommer försöka stoppa "rasisten och antisemiten" Dieudonné från att genomföra kommande föreställningar.

## Quenelle
Under valrörelsen till Europaparlamentsvalet 2009 började Dieudonné använda en gest som kallas quenelle. Enligt judiska grupper i Frankrike är gesten nazistisk och det utreds huruvida gesten är laglig eller inte.
I slutet av december 2013 firade den franske fotbollsspelaren Nicolas Anelka, med 69 A-landskamper för Frankrikes landslag, ett mål för sin klubb West Bromwich i mötet med West Ham med att göra gesten. Anelka kritiserades hårt, men hävdar att det bara var en hälsning till hans vän Dieudonné. 